# Rio Patía
O rio Patía é um rio sul-americano do oeste da Colômbia. É o rio mais largo do litoral Pacífico colombiano. Tem 400 km de extensão, dos quais os últimos 90 km são navegáveis.
O rio corre na direção sul desde as proximidades da cidade de Timbío, entre as cordilheiras Central e Ocidental. Seu principal afluente é o rio Telembí.